# Quirguistão nos Jogos Olímpicos de Verão de 1996
Quirguistão participou dos Jogos Olímpicos de Verão de 1996, realizados em Atlanta, nos Estados Unidos. 
Foi a primeira aparição do país de maneira independente nos Jogos Olímpicos de Verão, após a dissolução da União Soviética em 1991. Um total de 33 atletas, sendo 26 homens e sete mulheres, compuseram a delegação que competiu em nove esportes.

## Competidores
Esta foi a participação por modalidade nesta edição:
| Esporte          | Masculino | Feminino | Total |
| ---------------- | --------- | -------- | ----- |
| Atletismo        | 5         | 1        | 6     |
| Boxe             | 3         | 0        | 3     |
| Canoagem         | 2         | 0        | 2     |
| Ciclismo         | 1         | 0        | 1     |
| Judô             | 1         | 1        | 2     |
| Lutas            | 4         | 0        | 4     |
| Pentatlo moderno | 1         | 0        | 1     |
| Natação          | 7         | 5        | 12    |
| Tiro             | 2         | 0        | 2     |
| Total            | 26        | 7        | 33    |

## Desempenho

### Atletismo
Masculino
Eventos de pista
| Atleta              | Evento            | Eliminatórias | Eliminatórias | Quartas de final | Quartas de final | Semifinal   | Semifinal   | Final       | Final       | Ref.  |
| Atleta              | Evento            | Tempo         | Pos.          | Tempo            | Pos.             | Tempo       | Pos.        | Tempo       | Pos.        | Ref.  |
| ------------------- | ----------------- | ------------- | ------------- | ---------------- | ---------------- | ----------- | ----------- | ----------- | ----------- | ----- |
| Vladislav Chernobay | 100 m             | 10.88         | 9º/bat. 4     | Não avançou      | Não avançou      | Não avançou | Não avançou | Não avançou | Não avançou | [ 3 ] |
| Boris Kaveshnikov   | 800 m             | 1:48.88       | 5º/bat. 6     | —                | —                | Não avançou | Não avançou | Não avançou | Não avançou | [ 4 ] |
| Yeniya Shorokhov    | 110 m c/barreiras | 14.29         | 7º/bat. 8     | Não avançou      | Não avançou      | Não avançou | Não avançou | Não avançou | Não avançou | [ 5 ] |
| Nazirdin Alikbekov  | Maratona          | —             | —             | —                | —                | —           | —           | 2:23:59     | 63º         | [ 6 ] |

Eventos de campo
| Atleta          | Evento       | Eliminatórias | Eliminatórias | Final       | Final       | Ref.  |
| Atleta          | Evento       | Marca         | Pos.          | Marca       | Pos.        | Ref.  |
| --------------- | ------------ | ------------- | ------------- | ----------- | ----------- | ----- |
| Maksim Smetanin | Salto triplo | 15.90         | 37º           | Não avançou | Não avançou | [ 7 ] |

Feminino
Eventos de pista
| Atleta          | Evento   | Final   | Final | Ref.  |
| Atleta          | Evento   | Tempo   | Pos.  | Ref.  |
| --------------- | -------- | ------- | ----- | ----- |
| Irina Bogacheva | Maratona | 2:35:44 | 21º   | [ 8 ] |

### Boxe
| Atleta           | Evento     | Fase de 32              | Oitavas de final     | Quartas de final     | Semifinal            | Final                | Final       | Ref.   |
| Atleta           | Evento     | Adversário Resultado    | Adversário Resultado | Adversário Resultado | Adversário Resultado | Adversário Resultado | Pos.        | Ref.   |
| ---------------- | ---------- | ----------------------- | -------------------- | -------------------- | -------------------- | -------------------- | ----------- | ------ |
| Sergey Kopenkin  | Leve       | ITA Giantomassi V 12–11 | ROM Doroftei D 1–10  | Não avançou          | Não avançou          | Não avançou          | Não avançou | [ 9 ]  |
| Nurbek Kasenov   | Meio-médio | TGA Heaps V 11–2        | UZB Atayev D 7–11    | Não avançou          | Não avançou          | Não avançou          | Não avançou | [ 10 ] |
| Andrey Kurnyavka | Pesado     | CUB Savón D 3–9         | Não avançou          | Não avançou          | Não avançou          | Não avançou          | Não avançou | [ 11 ] |

### Canoagem de velocidade
Masculino
| Atleta                           | Evento     | Eliminatórias | Eliminatórias | Repescagem | Repescagem | Semifinal   | Semifinal   | Final       | Final       | Ref.   |
| Atleta                           | Evento     | Tempo         | Pos.          | Tempo      | Pos.       | Tempo       | Pos.        | Tempo       | Pos.        | Ref.   |
| -------------------------------- | ---------- | ------------- | ------------- | ---------- | ---------- | ----------- | ----------- | ----------- | ----------- | ------ |
| Andrey Mitkovets Yury Uliachenko | K-2 500 m  | 1:43.722      | 8º R          | 1:44.324   | 6º         | Não avançou | Não avançou | Não avançou | Não avançou | [ 12 ] |
| Andrey Mitkovets Yury Uliachenko | K-2 1000 m | 4:08.916      | 7º R          | 3:44.200   | 7º         | Não avançou | Não avançou | Não avançou | Não avançou | [ 13 ] |

### Ciclismo de pista
Corrida por pontos
| Atleta         | Evento    | Pontos | Voltas | Pos. | Ref.   |
| -------------- | --------- | ------ | ------ | ---- | ------ |
| Yevgeny Vakker | Masculino | 1      | –1     | 16º  | [ 14 ] |

### Judô
Masculino
| Atleta         | Evento | Fase de 32           | Oitavas de final                           | Quartas de final                | Semifinal            | Repescagem 1–3                         | Final                | Final       | Ref.   |
| Atleta         | Evento | Adversário Resultado | Adversário Resultado                       | Adversário Resultado            | Adversário Resultado | Adversário Resultado                   | Adversário Resultado | Pos.        | Ref.   |
| -------------- | ------ | -------------------- | ------------------------------------------ | ------------------------------- | -------------------- | -------------------------------------- | -------------------- | ----------- | ------ |
| Vadim Sergeyev | −95 kg | —                    | SEN Diouf V Keikoku/Falta de combatividade | CHN Liu Sg. D Chui/Ataque falso | Não avançou          | ROM Lungu D Ippon/Sasae-tsuri-komi-ash | Não avançou          | Não avançou | [ 15 ] |

Feminino
| Atleta            | Evento | Oitavas de final                  | Quartas de final     | Semifinal            | Repescagem 1–3       | Final                | Final       | Ref.   |
| Atleta            | Evento | Adversário Resultado              | Adversário Resultado | Adversário Resultado | Adversário Resultado | Adversário Resultado | Pos.        | Ref.   |
| ----------------- | ------ | --------------------------------- | -------------------- | -------------------- | -------------------- | -------------------- | ----------- | ------ |
| Nataliya Kuligina | −48 kg | NED Meijer D Waza-ari/O-soto-gari | Não avançou          | Não avançou          | Não avançou          | Não avançou          | Não avançou | [ 16 ] |

### Lutas
Masculino
| Atleta                 | Evento              | Rodada 1              | Rodada 2             | Quartas de final     | Semifinal            | Repescagem 2–6                                                                                 | Final                | Final       | Ref.   |
| Atleta                 | Evento              | Adversário Resultado  | Adversário Resultado | Adversário Resultado | Adversário Resultado | Adversário Resultado                                                                           | Adversário Resultado | Pos.        | Ref.   |
| ---------------------- | ------------------- | --------------------- | -------------------- | -------------------- | -------------------- | ---------------------------------------------------------------------------------------------- | -------------------- | ----------- | ------ |
| Raatbek Sanatbayev     | Greco-romana −82 kg | YUG Jovančević V 3–0  | BLR Tsylents D 1–7   | Não avançou          | Não avançou          | USA Henderson V 3–2 KAZ Turlykhanov D 3–4                                                      | ARM Geghamyan D WO   | 8º          | [ 17 ] |
| Vladimir Torgovkin     | Livre −48 kg        | KOR Jeong S-w. D 0–11 | Não avançou          | Não avançou          | Não avançou          | NGR Jacob D WO                                                                                 | Não avançou          | Não avançou | [ 18 ] |
| Konstantin Aleksandrov | Livre −100 kg       | SVK Mazáč V 2–1       | EST Aavik V 1–0      | —                    | USA Angle D 1–4      | GER Sabejew D 0–10                                                                             | POL Garmulewicz D WO | 6º          | [ 19 ] |
| Aleksandr Kovalevsky   | Livre −130 kg       | GER Thiele D 0–1      | Não avançou          | Não avançou          | Não avançou          | PAN Far V 4–0 (F) IRI Mehraban V 3–2 GRE Bourdoulis V 7–1 UKR Valiyev V 3–1 RUS Shumilin D 0–3 | GER Thiele V 3–1     | 5º          | [ 20 ] |

### Pentatlo moderno
| Atleta       | Evento    | Tiro (pistola de ar 10 m) | Tiro (pistola de ar 10 m) | Natação (300 m livre) | Natação (300 m livre) | Esgrima (espada um toque) | Esgrima (espada um toque) | Hipismo (saltos) | Hipismo (saltos) | Corrida (4000 m) | Corrida (4000 m) | Total pts. | Pos. | Ref.   |
| Atleta       | Evento    | Result.                   | Pontos                    | Tempo                 | Pontos                | Result.                   | Pontos                    | Pen.             | Pontos           | Tempo            | Pontos           | Total pts. | Pos. | Ref.   |
| ------------ | --------- | ------------------------- | ------------------------- | --------------------- | --------------------- | ------------------------- | ------------------------- | ---------------- | ---------------- | ---------------- | ---------------- | ---------- | ---- | ------ |
| Igor Feldman | Masculino | 170                       | 976                       | 3:44.17               | 1080                  | 10 V                      | 640                       | 210              | 890              | 14:28.870        | 961              | 4547       | 30º  | [ 21 ] |

### Natação
Masculino
| Atleta                                                                       | Evento                     | Eliminatórias | Eliminatórias | Final       | Final       | Ref.   |
| Atleta                                                                       | Evento                     | Tempo         | Pos.          | Tempo       | Pos.        | Ref.   |
| ---------------------------------------------------------------------------- | -------------------------- | ------------- | ------------- | ----------- | ----------- | ------ |
| Vitaly Vasilyev                                                              | 50 m livre                 | 24.54         | 52º           | Não avançou | Não avançou | [ 22 ] |
| Sergey Ashikhmin                                                             | 100 m livre                | 51.07         | 29º           | Não avançou | Não avançou | [ 23 ] |
| Dmitry Lapin                                                                 | 200 m livre                | 1:55.52       | 38º           | Não avançou | Não avançou | [ 24 ] |
| Andrey Kvassov                                                               | 400 m livre                | 4:00.69       | 26º           | Não avançou | Não avançou | [ 25 ] |
| Konstantin Priakhin                                                          | 100 m costas               | 1:00.26       | 45º           | Não avançou | Não avançou | [ 26 ] |
| Yevgeny Petrashov                                                            | 100 m peito                | 1:07.44       | 42º           | Não avançou | Não avançou | [ 27 ] |
| Konstantin Andriushin                                                        | 200 m borboleta            | 2:01.59       | 26º           | Não avançou | Não avançou | [ 28 ] |
| Sergey Ashikhmin Andrey Kvassov Dmitry Lapin Vitaly Vasilyev                 | Revezamento 4x100 m livre  | 3:30.62       | 18º           | Não avançou | Não avançou | [ 29 ] |
| Sergey Ashikhmin Andrey Kvassov Dmitry Lapin Vitaly Vasilyev                 | Revezamento 4x200 m livre  | 8:00.00       | 17º           | Não avançou | Não avançou | [ 30 ] |
| Konstantin Andriushin Sergey Ashikhmin Yevgeny Petrashov Konstantin Priakhin | Revezamento 4x100 m medley | 3:56.24       | 21º           | Não avançou | Não avançou | [ 31 ] |

Feminino
| Atleta                                                          | Evento                    | Eliminatórias | Eliminatórias | Final       | Final       | Ref.   |
| Atleta                                                          | Evento                    | Tempo         | Pos.          | Tempo       | Pos.        | Ref.   |
| --------------------------------------------------------------- | ------------------------- | ------------- | ------------- | ----------- | ----------- | ------ |
| Viktoriya Polyayeva                                             | 100 m livre               | 59.40         | 44º           | Não avançou | Não avançou | [ 32 ] |
| Olga Korotayeva                                                 | 800 m livre               | 9:21.20       | 27º           | Não avançou | Não avançou | [ 33 ] |
| Oksana Cherevko                                                 | 200 m peito               | 2:57.65       | 40º           | Não avançou | Não avançou | [ 34 ] |
| Olga Bogatyreva                                                 | 200 m medley              | 2:26.42       | 39º           | Não avançou | Não avançou | [ 35 ] |
| Olga Bogatyreva Olga Korotayeva Viktoriya Polyayeva Olga Titova | Revezamento 4x200 m livre | 8:45.76       | 20º           | Não avançou | Não avançou | [ 36 ] |

### Tiro
Masculino
| Atleta         | Evento                   | Eliminatórias | Eliminatórias | Final       | Final       | Ref.   |
| Atleta         | Evento                   | Pontos        | Pos.          | Pontos      | Pos.        | Ref.   |
| -------------- | ------------------------ | ------------- | ------------- | ----------- | ----------- | ------ |
| Yuri Melentiev | Pistola de ar 10 m       | 579           | =12º          | Não avançou | Não avançou | [ 37 ] |
| Yuri Melentiev | Pistola livre 50 m       | 556           | =20º          | Não avançou | Não avançou | [ 38 ] |
| Yuri Lomov     | Carabina de ar 10 m      | 587           | =22º          | Não avançou | Não avançou | [ 39 ] |
| Yuri Lomov     | Carabina 3 posições 50 m | 1157          | =32º          | Não avançou | Não avançou | [ 40 ] |
| Yuri Lomov     | Carabina deitado 50 m    | 595           | =11º          | Não avançou | Não avançou | [ 41 ] |

Legenda
| Recorde mundial      | Recorde mundial (World record)               |                       | Recorde africano                      | Recorde africano (African) |                                           | Q | Classificado por posição (Qualified) |
| Recorde olímpico     | Recorde olímpico (Olympic record)            | Recorde da América    | Recorde da América (Americas)         | q                          | Classificado por melhor tempo (Qualified) |   |                                      |
| Melhor marca do ano  | Melhor marca do ano (World leading)          | Recorde asiático      | Recorde asiático (Asian)              | DNS                        | Não largou (Did not start)                |   |                                      |
| Recorde nacional     | Recorde nacional (National record)           | Recorde europeu       | Recorde europeu (European)            | DNF                        | Não terminou (Did not finish)             |   |                                      |
| Recorde pessoal      | Recorde pessoal do atleta (Personal best)    | Recorde da Oceania    | Recorde da Oceania (Oceania)          | DSQ / DQ                   | Desclassificado (Disqualified)            |   |                                      |
| Recorde da temporada | Recorde da temporada do atleta (Season best) | Recorde sul-americano | Recorde sul-americano (South America) | NM                         | Sem marca (No mark)                       |   |                                      |